# Idioma tupinaquí
El tupinaquí (autoglotónimo: tupinaki; en portugués, tupiniquim) es una lengua indígena extinta anteriormente hablada por miembros de la etnia tupinaquí en los estados brasileños de Espírito Santo y Bahía. Esta lengua formaba parte de la familia tupí-guaraní.

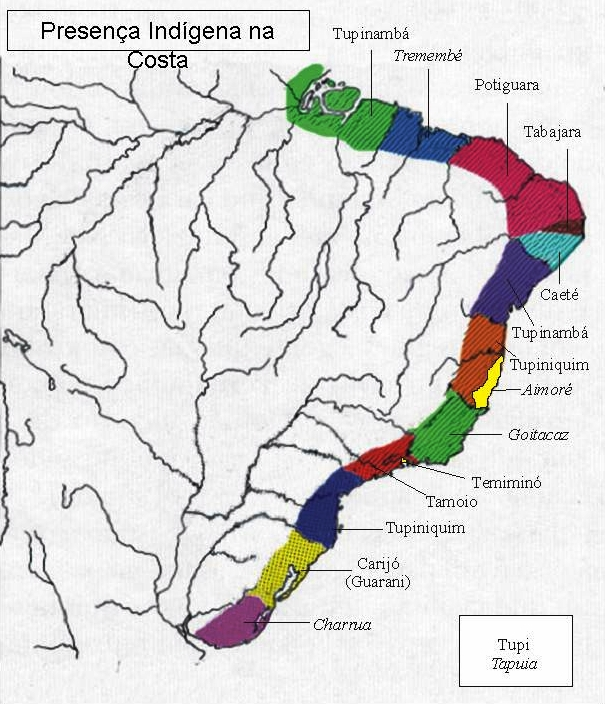
Presencia de lenguas tupíes en la costa brasileña durante el, incluido el tupinaquí.

La lengua ya no es hablada como lengua nativa por ningún miembro de la etnia que desde hace generaciones tienen el idioma portugués como lengua materna.